# Cerven Breg, Kiustendil
Cerven Breg (în bulgară Червен Брег) este un sat în comuna Dupnița, regiunea Kiustendil,  Bulgaria. 

## Demografie
Componența etnică a satului Cerven Breg
     Bulgari (96,13%)
     Nicio identificare (3,86%)
     Altele (0%)
La recensământul din 2011, populația satului Cerven Breg era de 1.242 locuitori. Din punct de vedere etnic, majoritatea locuitorilor (96,13%) erau bulgari. Pentru 3,86% din locuitori nu este cunoscută apartenența etnică.